# Monarchie mauricienne
La monarchie mauricienne est le régime politique en vigueur à Maurice entre 1968 et 1992.
Ancienne colonie britannique, Maurice obtient son indépendance le 12 mars 1968. La reine Élisabeth II reste chef de l'État, avec le titre de reine de Maurice. La quasi-totalité de ses pouvoirs constitutionnels sont exercés par le gouverneur général de Maurice, qui est son représentant dans l'île. En effet, comme les autres royaumes du Commonwealth, le système politique de Maurice est basé sur le système de Westminster, dans lequel le chef de l'État joue un rôle purement honorifique.
La monarchie est abolie le 12 mars 1992, date à laquelle Maurice devient une république tout en continuant de reconnaître la reine Élisabeth II comme chef du Commonwealth.

## Histoire

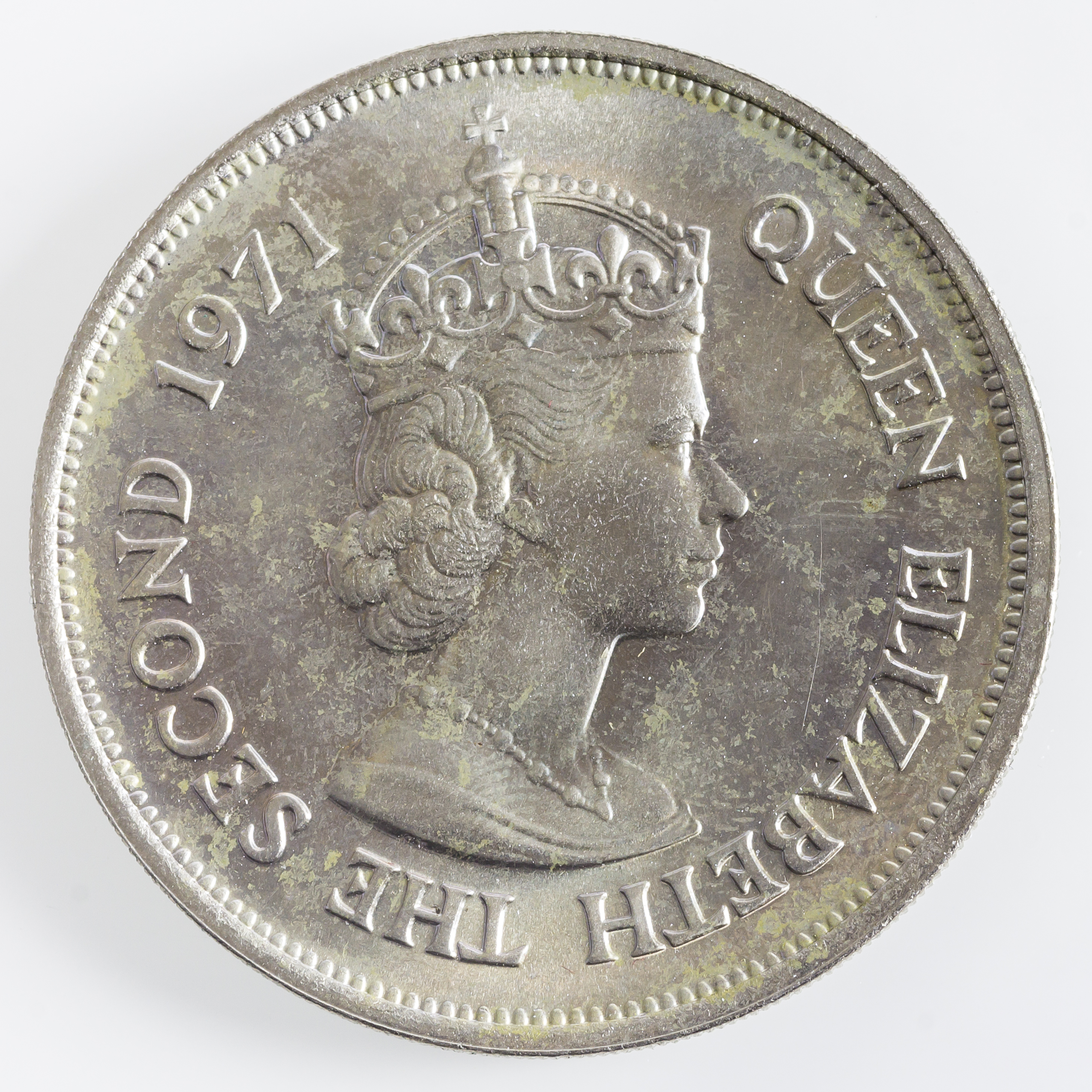
Élisabeth II sur une pièce de 10 roupies mauriciennes.

La loi sur l'indépendance de l'île Maurice, adoptée par le Parlement du Royaume-Uni en 1968, fait de la colonie de la Couronne britannique de Maurice un État souverain et indépendant, au sein du Commonwealth. Pour des raisons de sécurité, aucun membre de la famille royale britannique n'est présent à la cérémonie d'indépendance sur l'île. La princesse Alexandra devait y assister mais à la suite de violences communautaires, le ministre d'État britannique pour le Commonwealth, Malcolm Shepherd, lui enjoint d'annuler sa visite,.
En 1972, la reine Élisabeth II et son époux, le prince Philip, visitent l'île Maurice pendant trois jours, du 24 au 26 mars dans le cadre d'une tournée en Asie et en Afrique. À leur arrivée à Port-Louis sur le yacht royal Britannia, après leur visite aux Seychelles, ils sont accueillis par une foule de près de 250 000 personnes. Au cours de la visite, la reine ouvre la sixième session du troisième Parlement. Il s'agit de la première visite d'un monarque régnant sur l'île.
Maurice devient une république en 1992, le président de Maurice remplaçant Élisabeth II comme chef de l'État.

## Étendard royal de Maurice
Durant son règne mauricien, la reine Élisabeth II possède un drapeau personnel en sa qualité de reine de Maurice. Il est utilisé lors de sa visite dans le pays du 24 au 26 mars 1972, lorsqu'elle ouvre en personne le Parlement mauricien à Port-Louis. Le drapeau se compose des armoiries de l'île Maurice sous forme de bannière (écartelé d'azur et d'or, au premier quartier une nef du dernier, au deuxième, trois palmiers arrachés de sinople, au troisième, une clé en pal de gueules, et à l'issant, de la base une pile, et en chef une étoile d'argent). Un disque bleu portant le monogramme royal entouré d'une guirlande de roses d'or figure au centre du drapeau. Le disque est repris du drapeau personnel de la reine,.

Étendard d'Élisabeth II, reine de Maurice.

## Titre de la reine

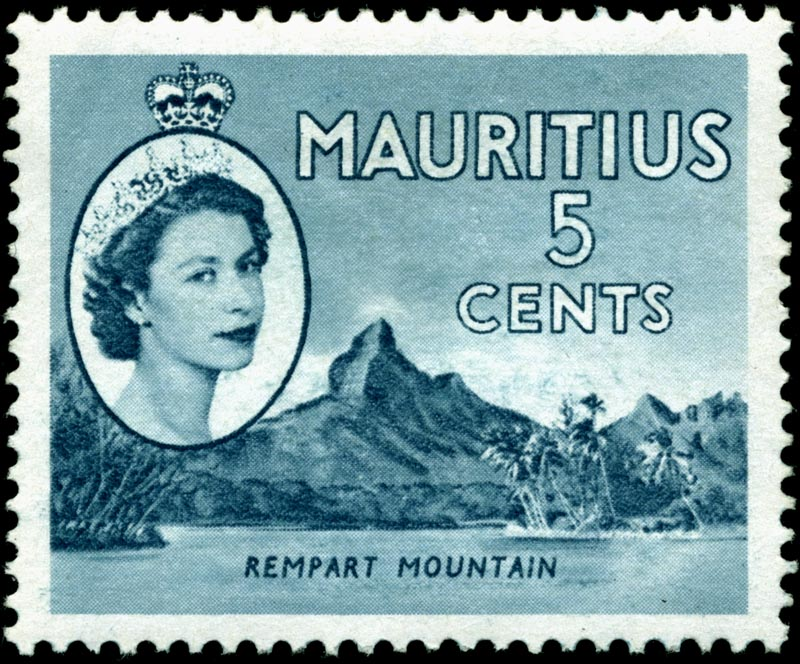
Timbre mauricien à l'effigie de la reine Élisabeth II (1954).

La reine Élisabeth II possède officiellement un titre différent dans chacun des royaumes du Commonwealth. Jusqu'en 1968, l'île Maurice fait partie de l'Empire britannique et Élisabeth II y règne en tant que reine du Royaume-Uni. Après l'indépendance, un nouveau titre est adopté le 15 avril 1968. À partir de cette date, le titre de la reine à Maurice est le suivant :
« Elizabeth the Second, by the Grace of God, Queen of Mauritius and of Her other Realms and Territories, Head of the Commonwealth. »
« Élisabeth Deux, par la grâce de Dieu, reine de Maurice et de ses autres royaumes et territoires, chef du Commonwealth. »
Entre le 12 mars et le 15 avril 1968, la reine conservait son titre britannique, soit : « Élisabeth Deux, par la grâce de Dieu, reine du Royaume-Uni de Grande-Bretagne et d'Irlande du Nord et de ses autres royaumes et territoires, chef du Commonwealth, défenseur de la Foi ».